# 雅各布·克利尔
雅各布·克利尔（英語：Jacob Clear，1985年1月18日—），澳大利亚男子皮划艇运动员。他曾代表澳大利亚参加2008年、2012年和2016年夏季奥林匹克运动会皮划艇比赛，其中2012年奥运会获得一枚金牌。